# Clausidium caudatum
Clausidium caudatum är en kräftdjursart som först beskrevs av Thomas Say 1818.  Clausidium caudatum ingår i släktet Clausidium och familjen Clausidiidae. Inga underarter finns listade i Catalogue of Life.